# Universidad de Mauricio
La Universidad de Mauricio (en inglés: University of Mauritius; en francés: Université de Maurice) es la más antigua universidad del país africano de Mauricio. Es la universidad más grande del país en términos de matriculación de los estudiantes y el currículo ofrecido. El Campus principal de la universidad pública se encuentra en Moka, Réduit. La Reina Isabel II de Inglaterra, que estuvo acompañada por el Duque de Edimburgo, inauguró la Universidad el 24 de marzo de 1972. Originalmente, tenía tres escuelas, a saber, Tecnología Agricultura, y Administración Industrial. Posteriormente se fueron agregando otras.